# Aboilomimus guizhouensis
Aboilomimus guizhouensis is een rechtvleugelig insect uit de familie Prophalangopsidae. De wetenschappelijke naam van deze soort is voor het eerst geldig gepubliceerd in 2009 door Liu, Zhou, Bi & Tang.